# 8-ма зенітна дивізія (Третій Рейх)
8-ма зенітна дивізія (Третій Рейх) (нім. 8. FlaK-Division) — зенітна дивізія Вермахту, що діяла протягом Другої світової війни у складі Повітряних сил Третього Рейху.

## Історія
8-ма зенітна дивізія веде свою історію від заснованого 1 вересня 1939 року в Ганновері 8-го командування протиповітряної оборони (нім. Luftverteidigungskommando 8). У травні 1940 року перетворене на Командування зенітної артилерії «Данія» у складі Люфтгау XI для окупації Данії. У червні 1940 року штаб було переведено до Ганновера. 5 червня 1941 року 8-ме командування ППО перевели до Бремена, де на нього поклали керівництво місцевими протиповітряними формуваннями в цьому регіоні. На 13 січня 1943 дивізія мала у своєму складі 41 важку зенітну батарею, 21 середню і легку батарею, 23 прожекторні батареї і 4 батареї повітряного загородження. До 9 січня 1944 чисельність зросла до 50 важких батарей, 15 середніх і легких батарей, 20 прожекторних батарей, 4 авіаційних батарей і 3 димових рот. 5 травня 1944 року дивізія отримала у свою зону відповідальності райони Оснабрюк, Ольденбург, Мекленбург і Любек. На 21 грудня 1944 року до її складу входили 33 важкі батареї, 10 середніх і легких батарей, 15 прожекторних батарей і 4 димові роти. З 8 квітня 1945 року дивізія була передана до VI корпусу ППО для ведення бойових дій у складі наземного угруповання сухопутних військ вермахту. Взаємодіяла з армійським корпусом «Емс». 24 квітня 1945 року командний пункт дивізії перемістився до Гут-Швегена, приблизно за 16 км на південь від Везермюнде. 26 квітня 1945 року дивізія отримала наказ забезпечити протиповітряну охорону поромів на Везері. 3 травня 1945 року дивізія відходила праворуч від Везера на лінію Браке — Бремерферде. 5 травня 1945 року у зв'язку з перемир'ям припинила всі рухи і здалася в полон.

## Райони бойових дій
- Німеччина (вересень 1939 — квітень 1945).

## Командування

### Командири
- оберст Ганс-Юрген фон Віцендорфф (нім. Hans-Jürgen von Witzendorff) (1 вересня 1939 — 25 травня 1940);
- генерал-майор Александер Кольб (нім. Alexander Kolb) (25 травня 1940 — 30 червня 1941);
- генерал-майор Курт Вагнер (нім. Kurt Wagner) (30 червня 1941 — 4 грудня 1944);
- генерал-майор Макс Шаллер (нім. Max Schaller) (4 грудня 1944 — 5 травня 1945).

### Підпорядкованість
| Час      | Корпус        | Командування/Флот      | Штаб               |
| -------- | ------------- | ---------------------- | ------------------ |
| 1940     |               |                        |                    |
| травень  |               | Люфтгау XI             | Данія              |
| червень  |               | Люфтгау XI             | Ганновер           |
| 1941     |               |                        |                    |
| 1 січня  |               | Люфтгау XI             | Ганновер           |
| 5 червня |               | Люфтгау XI             | Бремен             |
| 1942     |               |                        |                    |
| 1 січня  |               | Люфтгау XI             | Бремен             |
| 1943     |               |                        |                    |
| 1 січня  |               | Люфтгау XI             | Бремен             |
| 1944     |               |                        |                    |
| 1 січня  |               | Люфтгау XI             | Бремен             |
| 1945     |               |                        |                    |
| 1 січня  |               | Люфтгау XI             | Бремен             |
| 8 квітня | VI корпус ППО | Повітряний флот «Рейх» | Північна Німеччина |